# Bastani
Bastani (em persa: بستنی), conhecido localmente como bastani sonnati (em persa: بستنی سنتی “sorvete tradicional”), ou bastani sonnati zaferani (em persa: بستنی سنتی زعفرانی “sorvete de açafrão tradicional”), é um sorvete iraniano feito de leite, ovos, açúcar, água de rosas, açafrão, baunilha e pistache. É amplamente conhecido como sorvete persa. Bastani geralmente contém flocos de natas congeladas. Às vezes, o salepo é incluído como ingrediente.
Āb havij bastani (em persa: آب هویج بستنی) é um sorvete flutuante com suco de cenoura e, ocasionalmente, pode ser guarnecido com canela, noz-moscada ou outras especiarias.

## História

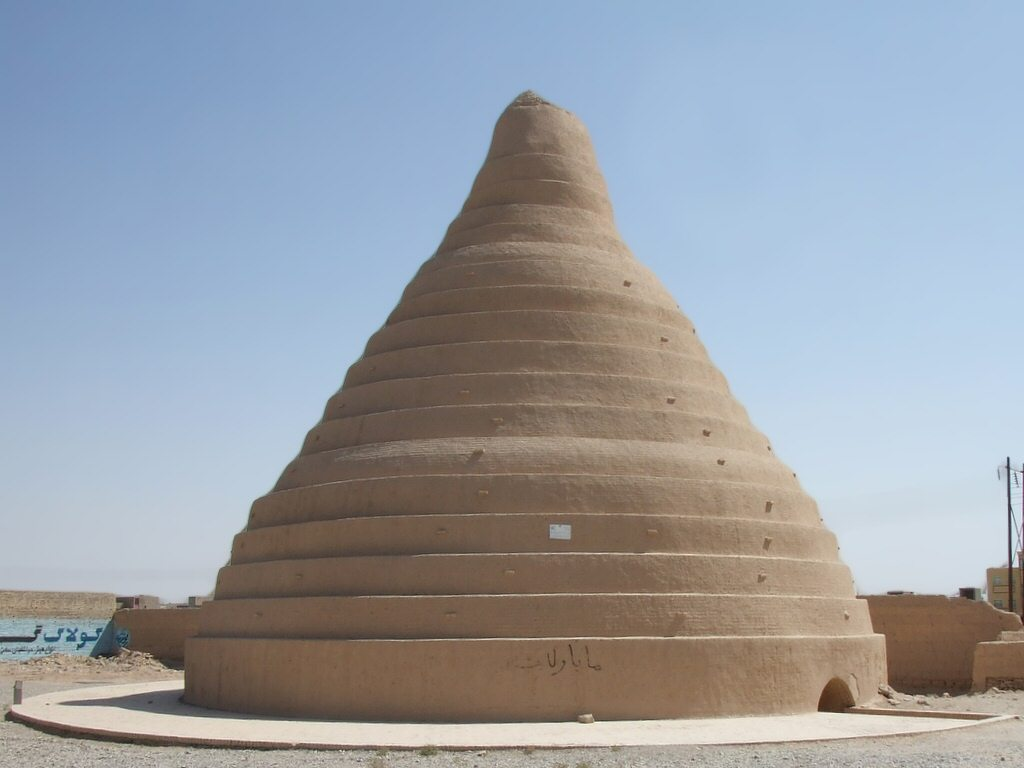
Um yakhchal, um antigo tipo de casa de gelo, em Iazde, Irã

A história do bastani provavelmente começou por volta de 500 aC no Império Aquemênida da Pérsia. Vários xaropes seriam derramados sobre a neve para produzir guloseimas de verão chamadas de “gelo de frutas”. Normalmente, o gelo era misturado com açafrão, suco de uva, frutas e outros sabores. O líder macedônio Alexandre, o Grande, que lutou contra os persas por dez anos, desfrutou de “sucos de frutas” adoçados com mel e gelados com neve.
Em 400 aC, os persas também inventaram um sorvete com água de rosas e aletria chamado faloodeh (em persa: پالوده). Os persas introduziram sorvete e faloodeh aos árabes após a invasão árabe da Pérsia e a queda do Império Sassânida persa.